# Pajęczynowiec wąskozarodnikowy
Pajęczynowiec wąskozarodnikowy (Botryobasidium intertextum (Schwein.) Jülich & Stalpers) – gatunek grzybów z typu podstawczaków (Basidiomycota).

## Systematyka i nazewnictwo
Pozycja w klasyfikacji według Index Fungorum: Botryobasidium, Botryobasidiaceae, Cantharellales, Incertae sedis, Agaricomycetes, Agaricomycotina, Basidiomycota, Fungi.
Po raz pierwszy opisał go w 1832 r. Lewis David von Schweinitz nadając mu nazwę Sporotrichum intertextum. Obecną, uznaną przez Index Fungorum nazwę nadali mu Walter Jülich i Joos A. Stalpers w 1958 r.
Synonimy:
- Sporotrichum intertextum Schwein. 1832
- Pellicularia angustispora Boidin 1957
- Botryobasidium angustisporum Boidin ex J. Erikss. 1958[2].

Nazwę polską zaproponował Władysław Wojewoda w 2003 r.

## Morfologia
Owocnik rozpostarty, początkowo cienki, pajęczynowaty, biały; później prawie błonkowy, żółtawy. System strzępkowy monomityczny. Strzępki bazalne o gładkich i pogrubionych ściankach, ze sprzążkami, o szerokości 7,5–8 µm. Inne strzępki cienkościenne, dość bogato rozgałęzione pod kątem prostym, z prostymi septami o szerokości 5–7 µm. Strzępki subhymenium cienkościenne, ze sprzążkami, o szerokości 5–7 µm. Wszystkie strzępki CB+. cystyd brak. Podstawki przeważnie niemal cylindryczne, czasami zwężone, o szerokości (13–)15–21(-23) x 5–6,5 µm szerokości, ze sprzążkami bazalnymi, z sześcioma sterygmami. Zarodniki łódeczkowate, 7,0–9,5 × 1,8–2,81 µm, L = 8,3, W = 2,3, Q = 2,9-4,5, Qav = 3,7 (Saarenoksa), n = 30; 6,5–9,0 × 1,8–2,8 pm, L = 7,5, W = 2,1, Q = 3,0–4,2, Qav = 4,2 (Kotiranta & Mannerkoski), n = 30, cienkościenne, CB+, IKI-.

## Występowanie i siedlisko
Znane jest występowanie pajęczynowca wąskozarodnikowego na nielicznych stanowiskach w Ameryce Północnej (USA, Kanada), na jednym stanowisku w północnej części Ameryki Południowej i na wielu stanowiskach w Europie, najliczniej na Półwyspie Skandynawskim. W Polsce znany na nielicznych stanowiskach. Jego rozprzestrzenienie, częstość występowania i stopień zagrożenia nie są znane.
Grzyb saprotroficzny.